# Zethus empeyi
Zethus empeyi är en stekelart som beskrevs av Giordani Soika 1979. Zethus empeyi ingår i släktet Zethus och familjen Eumenidae. Inga underarter finns listade i Catalogue of Life.